# 쑹빈빈

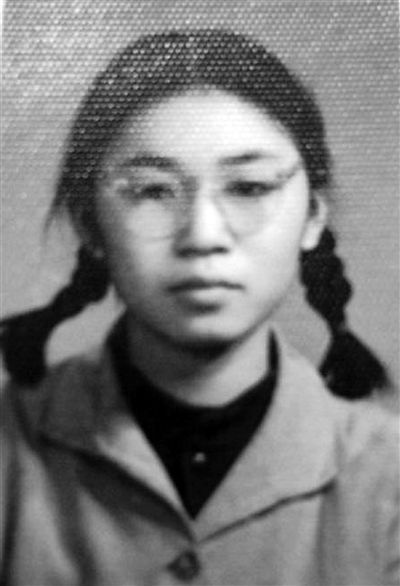
1960년대 모습

쑹빈빈(중국어: 宋彬彬, 1947년 ~ 2024년 9월 16일)은 쑹야오우(중국어: 宋要武)로도 알려진 인물로, 문화대혁명 당시 중국 홍위병의 고위 지도자로 활동한 중국 여성이었다. 교감 빙자오윈을 다른 학생들과 함께 나무 막대기로 구타하여 사망시킨 것으로 알려졌다.

## 생애
중국의 건국 지도자들 중 한 명인 쑹런충의 딸로 1947년에 태어났다. 1966년 베이징의 여학교에서 좌익 홍위병의 고위 지도자였다. 홍위병은 마오쩌둥에 대한 헌신을 보여주기 위해 중국의 제도적 틀을 무너뜨리기 위해 노력했다.